# Château Saint-Nicolas de Thoro-Plano
Le château Saint-Nicolas de Thoro-Plano (en italien, Castello di San Nicola de Thoro-Plano) est un bâtiment de défense construit au IXe siècle sur le massif des monts Lattari dans la commune de Maiori, province de Salerne en Campanie,.

## Historique
La forteresse domine la colline appelée Thoro-plano ; il convient de noter qu'à vol d'oiseau jusqu'au château, sur la colline de Torina (Thoro clivus) se dressait un autre château dédié à saint Michel Archange, dont il ne reste aujourd'hui qu'une tour appelée Il Campanile dans la zone de Tuoro.

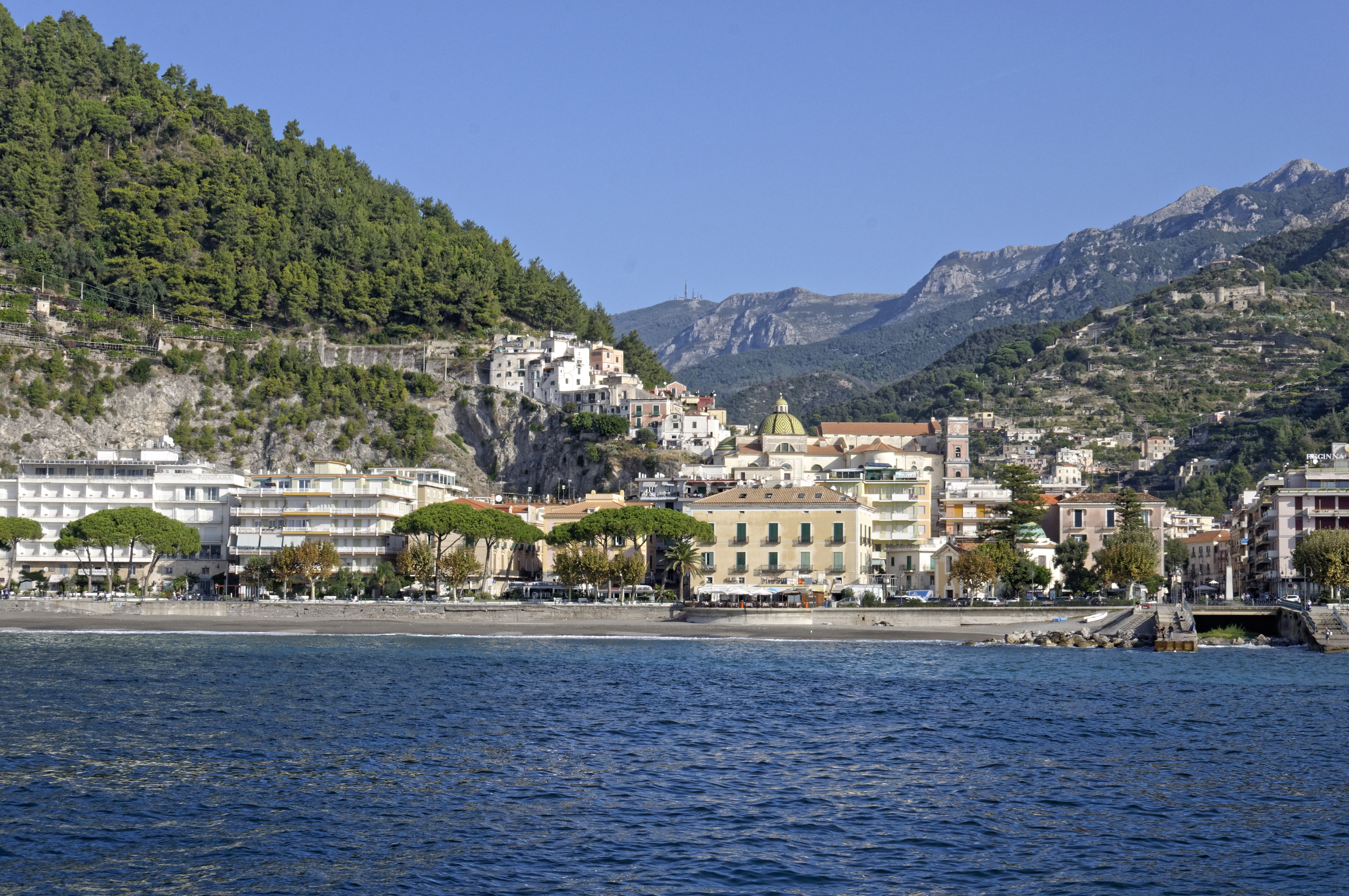
Maiori.

La colonie de Thoro-plano se trouvait devant la tour de Thoro clivus, les deux structures n'étaient pas de véritables manoirs utilisés comme résidences, mais plutôt des forteresses avec rempart et un refuge pour la population contre les fréquents raids des maraudeurs. Les premières nouvelles de la colonie remontent à l'assassinat du prince Sicard de Bénévent par les habitants d'Amalfi, vers le milieu du IXe siècle.
Le village a été construit autour d'une ancienne église dédiée à saint Nicolas, d'où le nom que prendra la structure. Utilisé comme voie de communication par le duché d'Amalfi, le château connut un achèvement radical seulement vers 1465, lorsque la famille Piccolomini entra en possession du fief, agrandissant le château, perfectionnant les murailles avec les différentes tourelles, en faisant une forteresse difficile à conquérir.
En 1593, la collégiale San Nicola fut supprimée et le complexe religieux fut incorporé au château, qui fut utilisé au moins jusqu'au début du XIXe siècle, d'abord militairement, puis par les habitants locaux comme lieu pour stocker les récoltes.

## Description
Le bâtiment conserve encore la forme de 1465, reproduisant ses caractéristiques d'origine. Le périmètre est un polygone développé sur 550 m. Les courtines sont équipées de meurtrières et de contreforts, entrecoupés de neuf tours.
Actuellement, la structure abrite également un petit musée où sont conservées d'anciennes manufactures locales, que l'on trouve principalement dans la zone du manoir.

## Galerie

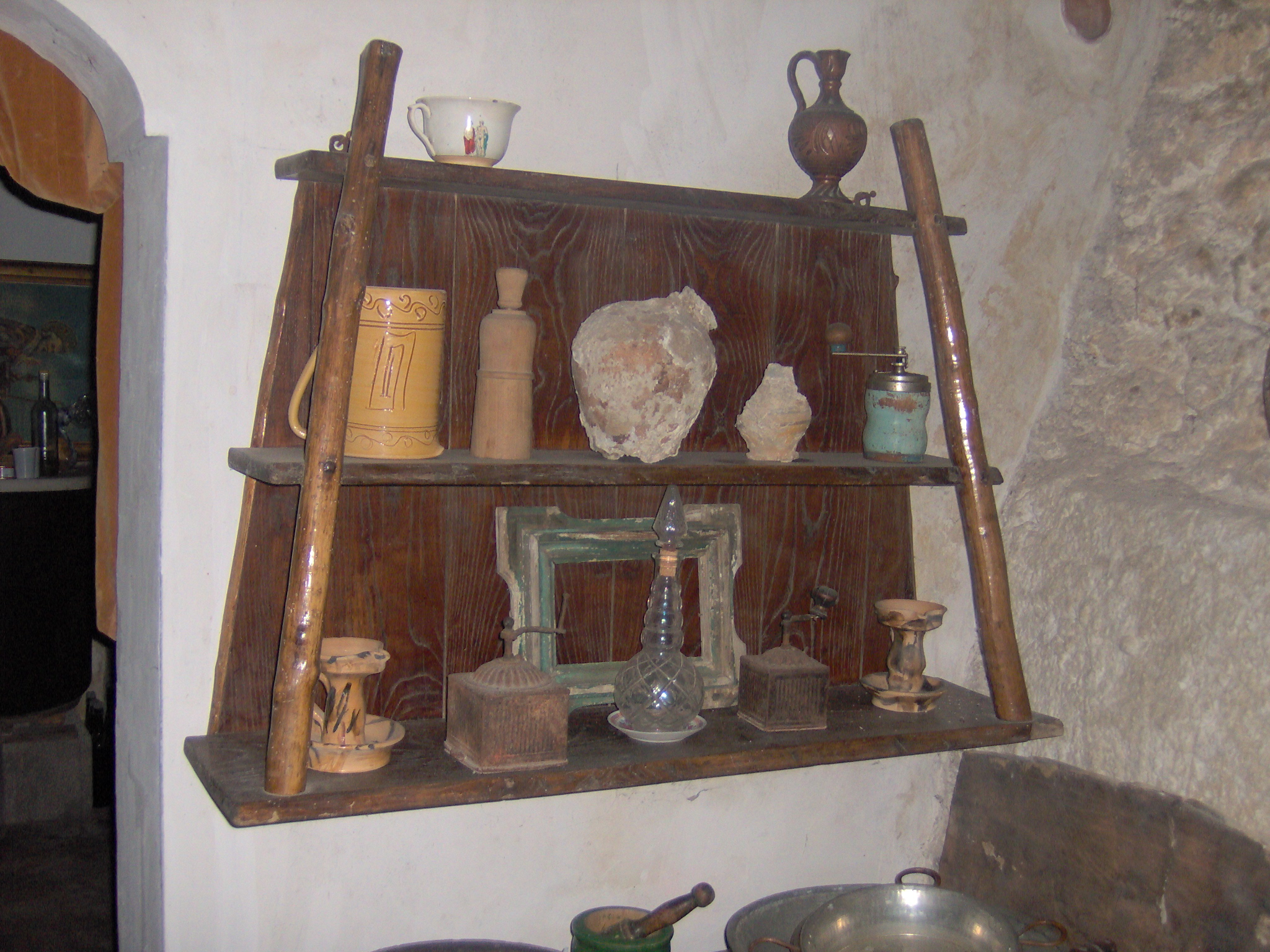
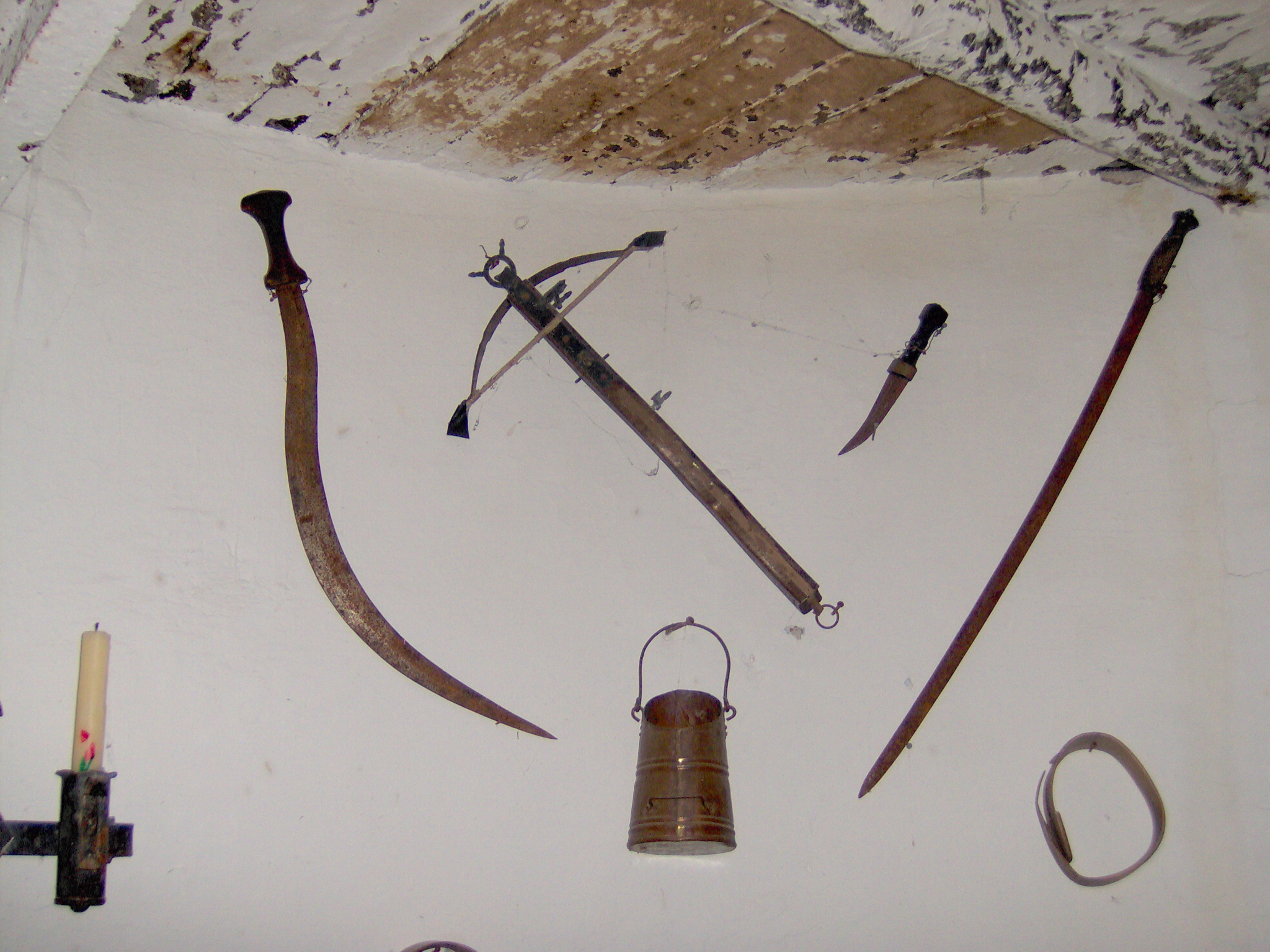